# Stadionul Național din Tokyo

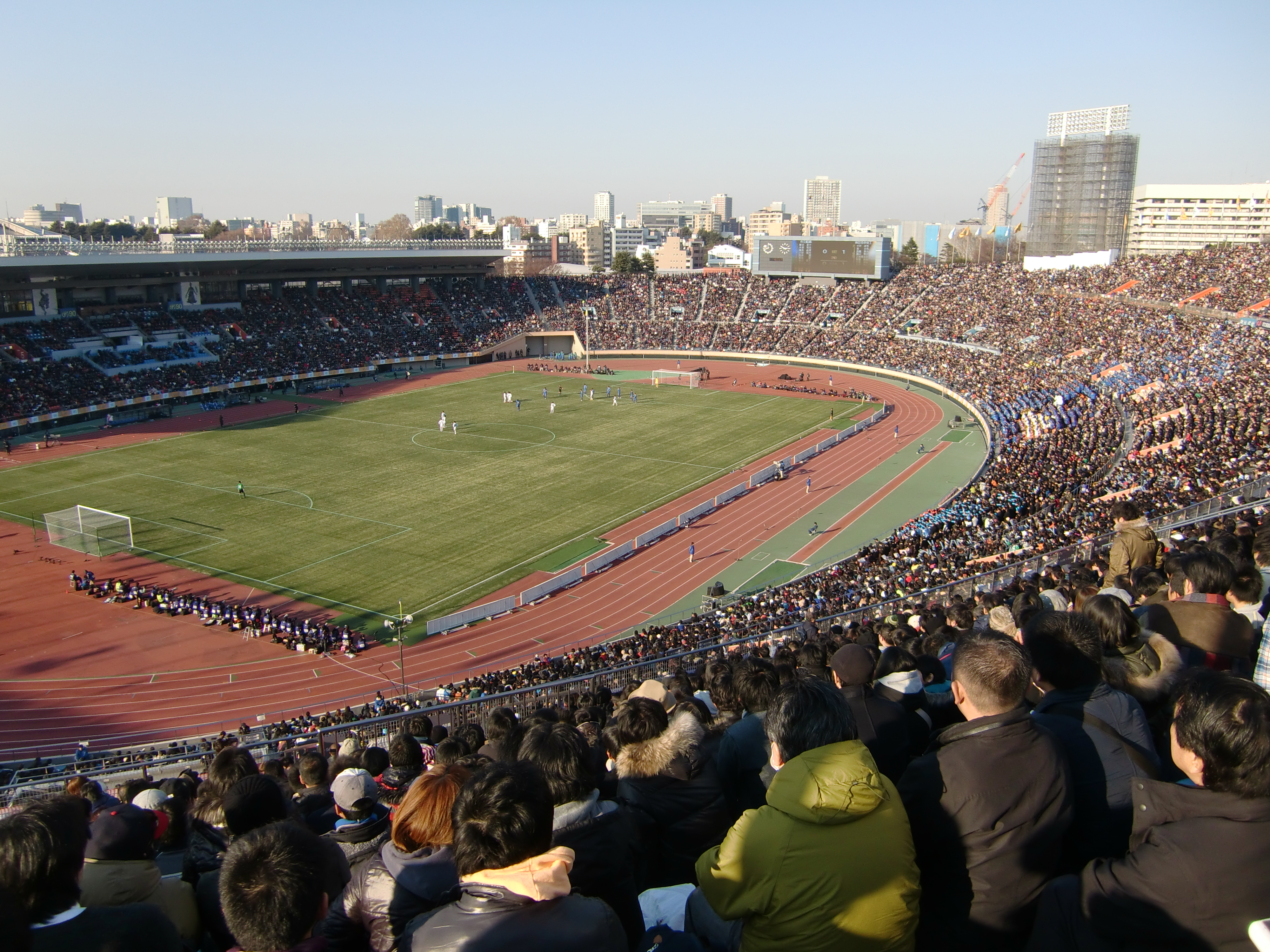

Stadionul Național Olimpic din Tokyo (国立霞ヶ丘陸上競技場 Kokuritsu Kasumigaoka Rikujō Kyogijō?) este un stadion din Shinjuku, Tokyo, Japonia, pe care au avut loc Jocurile Olimpice de vară din 1964 și Cupa Intercontinentală 1986. Echipa națională de fotbal a Japoniei joacă meciurile de acasă pe acest stadion. A găzduit numeroase competiții asiatice.